# 栗腹
栗 腹（りつ ふく、約紀元前311年 - 紀元前251年）は、中国戦国時代の燕の臣。燕王喜の元で宰相を務めた人物。

## 生涯
紀元前251年、燕王喜の指示で趙との友好を深める為に孝成王の誕生日を祝う使者として、贈り物を携えて趙に派遣されるも、帰国後は長平の戦いやその後の邯鄲包囲など、秦の度重なる攻勢で疲弊した趙の国情を燕王喜に報告。
燕王喜はそれを受けて方針を転換し、栗腹を総大将とした軍勢を派遣した。だが、廉頗率いる8万の趙軍に鄗の辺りで敗北して、栗腹は趙軍に殺害された。
翌年、廉頗は燕に深く侵攻して首都の薊を取り囲み、燕は趙に五つの都市を譲渡して講和する事となった。